# رضا مریدی
رضا مریدی (زادهٔ ارومیه، آذربایجان غربی) سیاستمدار ایرانی‌تبار کانادایی و  ترک‌زبان است. او عضو حزب لیبرال است و تا سال ۲۰۱۸ نمایندگی ریچموند هیل در مجلس استانی اونتاریو را بر عهده داشت. او به عنوان یکی از وزرای کابینه کاتلین وین مشغول به کار بود.

## زندگی
مریدی در شهر ارومیه در استان آذربایجان غربی در یک خانواده ترک‌زبان دیده به جهان گشود. تحصیلات دوره ابتدایی و راهنمایی وی هم در این شهر بود. دوره متوسطه را در دبیرستان البرز تهران گذراند. پس از آن مدرک لیسانس را در رشته فیزیک و فوق لیسانس فیزیک هسته‌ای را از دانشگاه تهران دریافت کرد. او برای تکمیل تحصیلات به انگلستان رفت و مدرک فوق لیسانس تکنولوژی و دکترای فیزیک را از دانشگاه برونل دریافت کرد. مریدی در سال ۱۳۵۴ به تهران بازگشت و در مدرسه عالی دختران مشغول به کار و تدریس شد. او سابقه تدریس در سایر دانشگاه‌های ایران را نیز دارد.
مریدی در سال ۱۳۶۸ به همراه خانواده‌اش به کانادا مهاجرت کرد و پس از مدتی اقامت در تورنتو از سال ۱۳۶۹ در شهر ریچموند هیل سکونت گزید. او مدتی معاون سازمان حفاظت اشعه‌ای کانادا نیز بوده است.

## راهیابی به مجلس استانی اونتاریو

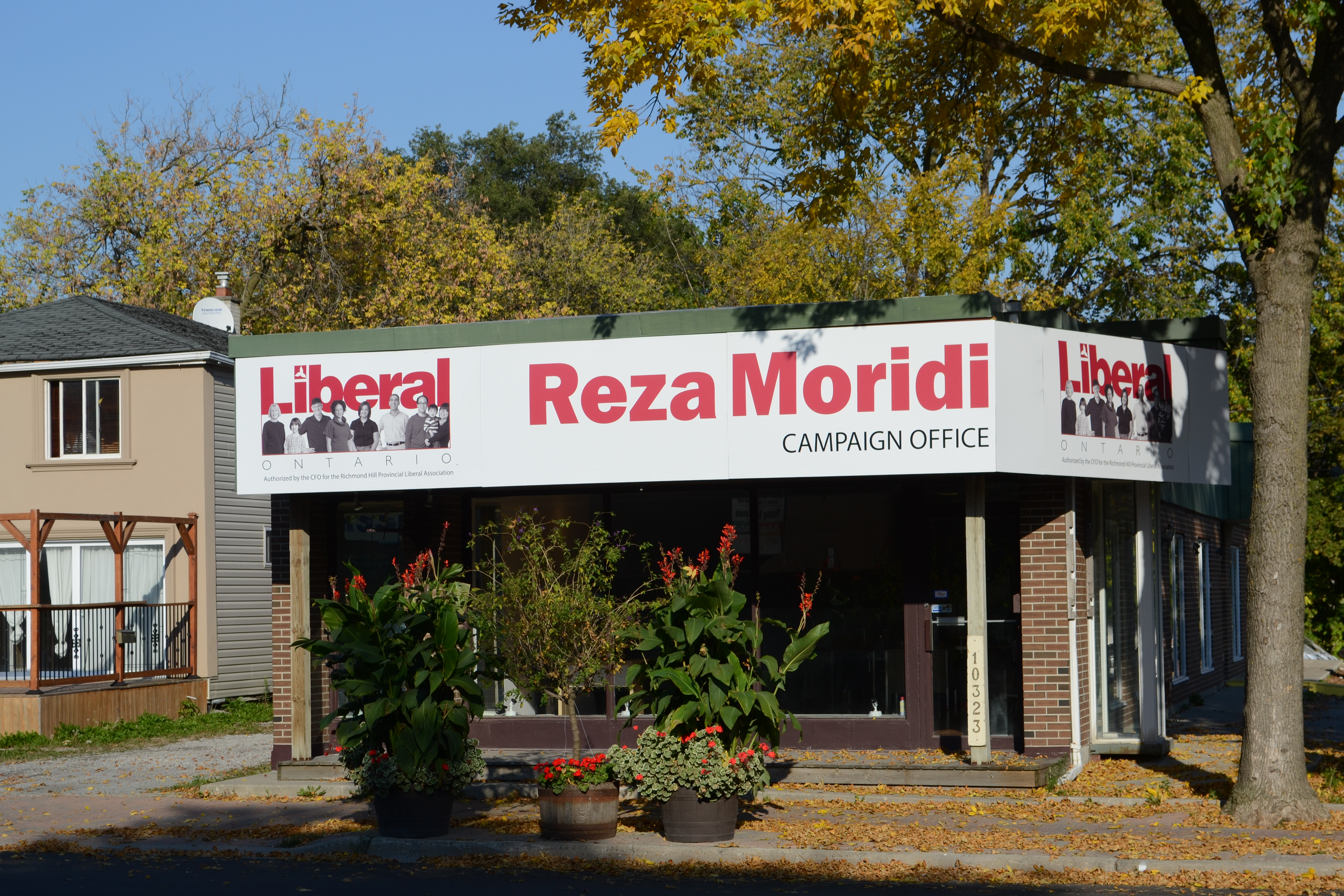
دفتر ستاد انتخاباتی مریدی

مریدی در ۱۰ اکتبر ۲۰۰۷ موفق شد با گرفتن اکثریت آرا (۴۸ درصد) به عنوان نخستین نماینده ایرانی وارد مجلس انتاریو شود. پس از انتخاب مریدی، رسانه‌های کانادایی پیروزی او را یک دستاورد تاریخی خواندند. از آنجا که اونتاریو به عنوان بزرگ‌ترین و پرجمعیت‌ترین استان کانادا شناخته می‌شود، راهیابی به مجلس قانونگذاری این استان، از اهمیت زیادی برخوردار است.